# 권승철
권승철(1997년 3월 8일 ~ )은 대한민국의 축구 선수로, 포지션은 미드필더이다.

## 클럽 경력
권승철은 포항 스틸러스 산하 유소년 팀인 포항제철고등학교 축구부 출신으로, 이후 영남대학교 축구부에 입단하였다. 2019시즌을 앞두고 K3리그의 이천 시민축구단에 입단하면서 커리어를 시작했다.
K리그2 2020 시즌을 앞두고 FC 안양과 프로 계약을 체결하였다.
2021시즌을 앞두고 K3리그의 청주 FC로 이적했다.